# 加賀萬歳
加賀萬歳（かがまんざい）とは、石川県金沢市に伝わる伝統芸能である。現在まで50余りの曲が残されている。
前田利家が、越前府中の城主だった頃、城へ年頭に越前萬歳を披露していた領民が、利家が金沢に移った後も金沢で行われるようになり、これに金沢の宝生流能楽者であった大石藤五郎が、能の所作、型を取り入れて完成した物である。
越前萬歳と大きく異なるのは、越前萬歳が、庶民の家の前で舞う門付け萬歳であるのに対して加賀萬歳は、殿様の前で舞う御殿萬歳であり、テンポが遅めである。

## 演じられる事が多い曲
- 『金沢町尽くし』
- 『小倉百人一首』
- 『北国名物魚尽くし』
- 『北国下道中』

## 関連事項
- 萬歳